# Chin (géorgien)
Cette page contient des caractères spéciaux ou non latins. S’ils s’affichent mal (▯, ?, etc.), consultez la page d’aide Unicode.
Pour les articles homonymes, voir Chin.
Chin, (ჩინ, [t͡ʃʰin], en géorgien) est la 26e lettre de l'alphabet géorgien.

## Linguistique
Chin est utilisé pour représenter le son [t͡ʃʰ].
Dans la norme ISO 9984, la lettre est translittérée par « č' ».

## Représentation informatique
- Unicode[1] :
  - Asomtavruli Ⴙ : U+10B9
  - Mkhedruli et nuskhuri ჩ : U+10E9